# Dibbelabbes

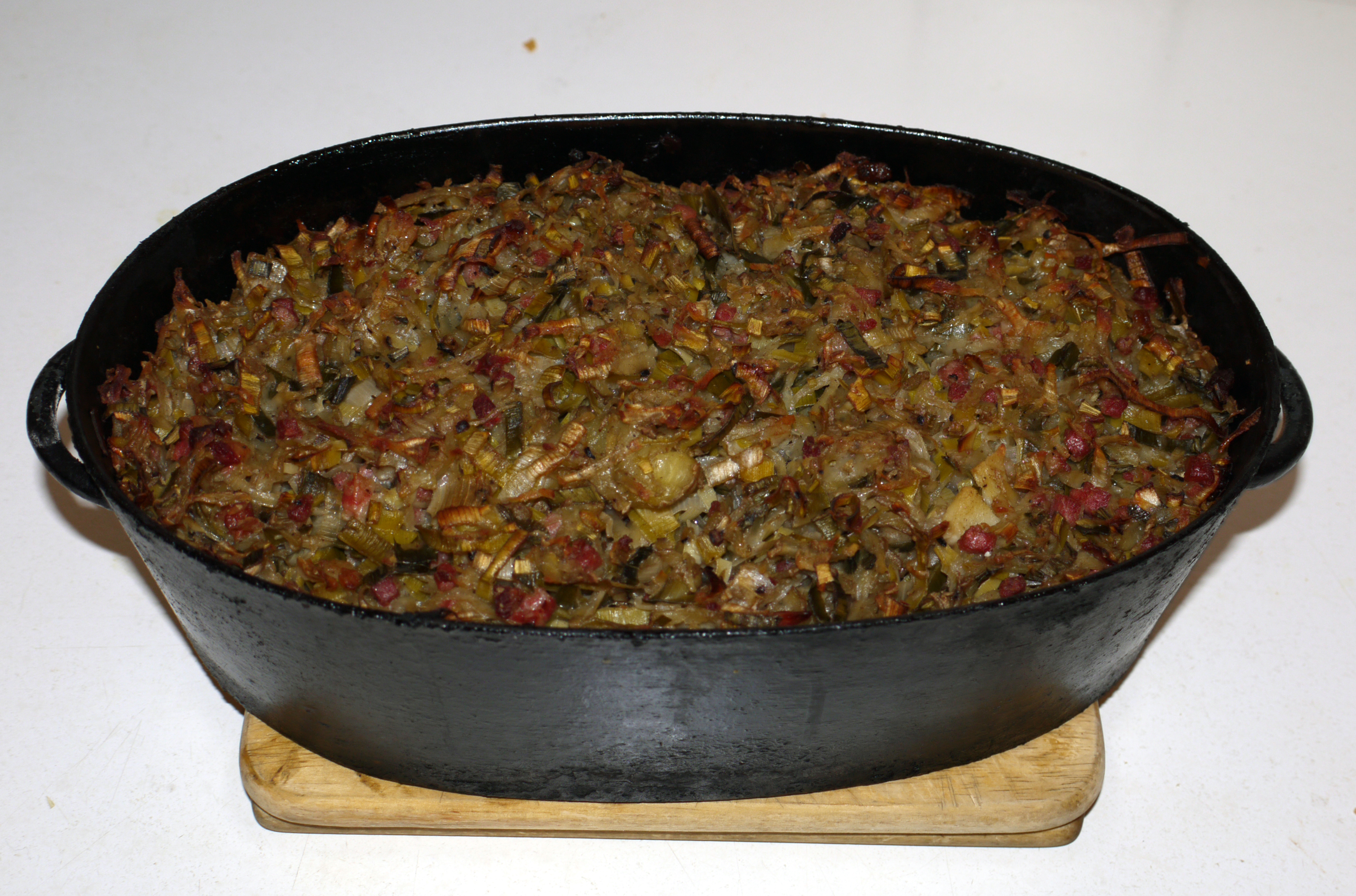
Schales, selon l'usage en Sarre.

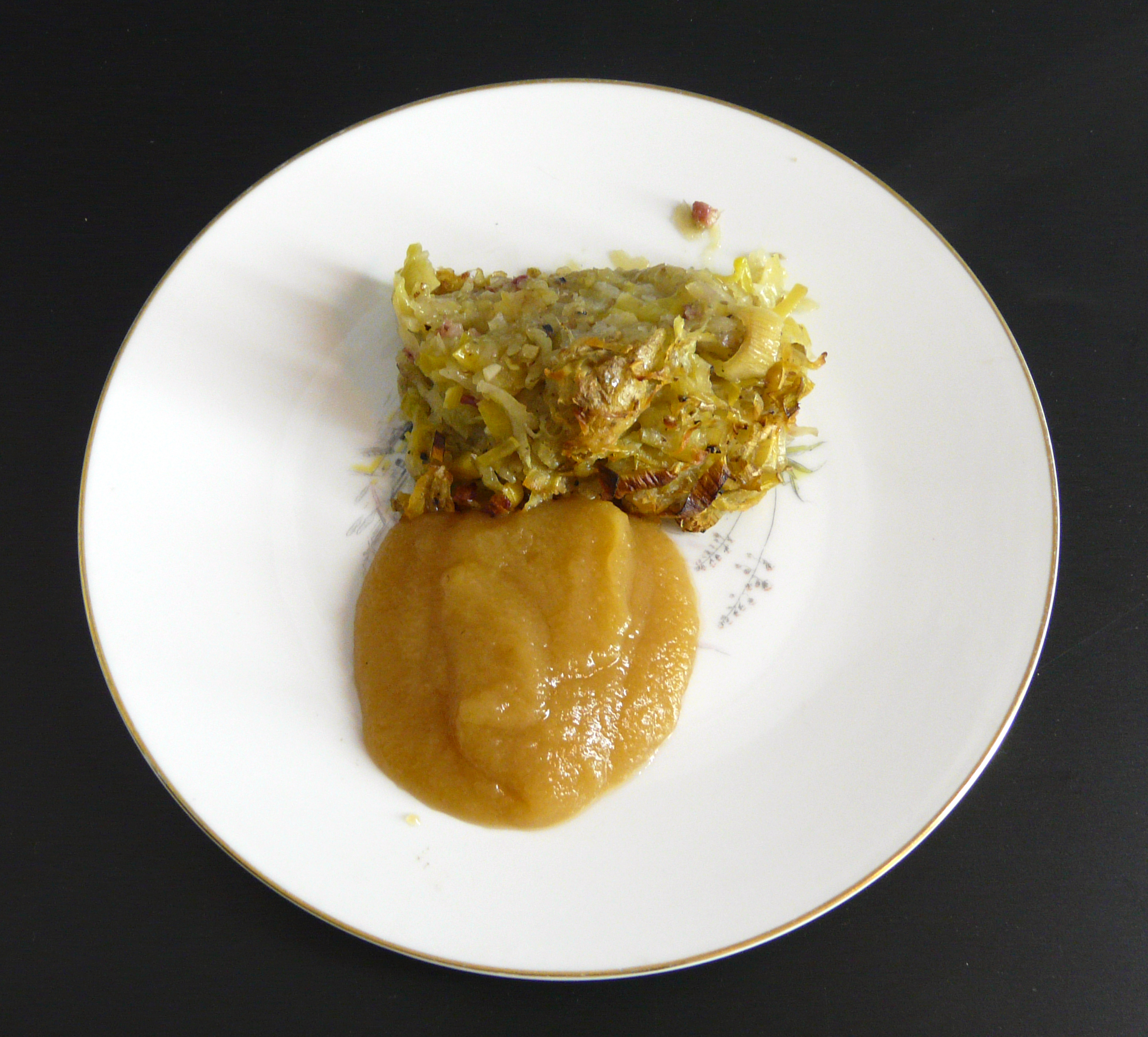
Schales servi avec une compote de pommes.

Le Dibbelabbes ou Döbbekuchen (appelé aussi familièrement, Topflappen, Topfkuchen) est un plat populaire allemand à base de pommes de terre. C'est une spécialité culinaire typique des montagnes de l'Eifel, de la Sarre, de la Rhénanie, et du Westerwald.
Dans la région mosellane et dans le Hunsrück, on le connait sous le nom de Schales, nom qui dériverait de tcholent (cuisine d'origine juive).

## Ingrédients et service
Pour la préparation de ce plat, on râpe des pommes de terre crues, on en fait une pâte avec des oignons râpés ou taillés en dés, et on ajoute de la viande séchée (ou du Räucherspeck) ou du Mettwurst (saucisse fumée de porc) et des œufs. Selon la recette, on ajoute de l'ail ou des poireaux coupés en anneaux.
On le cuisine dans une sorte de poêle lourde que l'on agite constamment durant la cuisson (variante Dibbelabbes), en s'arrêtant seulement pour dissoudre les ingrédients mélangés, et en arrêtant le processus quand la viande devient croustillante. La variante Schales peut se préparer au four, d'abord avec couvercle, puis en le retirant de façon à faire gratiner le plat.
Le Dibbelabbes se sert accompagné d'une compote de pomme ou une salade d'endives.

## Variantes
Une variante de ce plat est le Pulschder de la région de Nahe, appelé aussi Potthucke dans la région du Sauerland.